# 도한세
도한세(본명: 도한세(都韓勢), 1997년 9월 25일 ~ )는 2016년에 데뷔한 대한민국의 보이그룹 빅톤 멤버이다. 빅톤의 메인래퍼이다.

## 학력
| 연도        | 학교             | 학과 | 비고 |
| ----------- | ---------------- | ---- | ---- |
| 2008 ~ 2011 | 인천계양초등학교 |      | 졸업 |
| 2011 ~ 2014 | 인천청라중학교   |      | 졸업 |
| 2014 ~ 2017 | 인천예일고등학교 |      | 졸업 |

## 생애
1997년 9월 25일 대한민국 서울특별시 강동구 둔촌동에서 태어났다.
2016년 8월 17일, 플랜에이 엔터테인먼트는 플랜에이 보이즈라고 알려진 보이그룹에 대한 리얼리티 쇼 《나와 일곱남자들의 이야기 미.칠.남》을 방영하는 동시에 소개할 것이라고 발표하였다. 같은 해 8월 30일, 엠넷에서 리얼리티 쇼가 방영되었다.
2016년 9월 1일, 멤버 중 강승식, 임세준과 함께 플랜에이 보이즈라는 이름으로 허각과 듀엣곡 "#떨려"를 발표하였다.
2016년 11월 9일, 첫번째 미니앨범 <Voice To New World>의 더블 타이틀곡 'What Time Is It Now', '아무렇지 않은 척'으로 정식 데뷔하였다.
2017년 3월 2일, 두번째 미니앨범 <READY>의 타이틀곡 'EYEZ EYEZ'로 활동하였다. 2017년 8월 24일, 세번째 미니앨범 <IDENTITY>의 타이틀곡 '말도 안돼'로 활동하였다. 2017년 11월 9일, 데뷔 1주년 기념으로 네번째 미니앨범 <From.VICTON>의 타이틀곡 '나를 기억해'로 활동하였다.

2018년 5월 23일, 첫번째 싱글앨범 <오월애 (俉月哀)>의 타이틀곡 '오월애 (俉月哀)'로 활동하였다.
2019년 9월 22일 2번째 팬미팅을 개최하며(2018.11.17-18 첫번째 팬미팅 - welcome to wonderland 개최) 처음으로 6인 체제로 활동했다.
2019년 11월 4일에 5번째 미니앨범 <nostalgia>를 발표, 타이틀곡 '그리운 밤'으로 1년 6개월만에 컴백하였다. 컴백 후 2019년 11월 12일 더 쇼에서 TXT와 BDC를 꺾고 데뷔 첫 음악 방송 1위를 차지했다.

## 방송
- Mnet (2016.08.30~11.01):《나와 일곱남자들의 이야기 미.칠.남》 고정 출연 (멤버 전원)
- MBC every1 (2017.02.01):《주간아이돌》 게스트출연 (빅톤, 펜타곤, 모모랜드 동반출연) 믿보돌로 확정
- 1theK (2017.05.16~08.13):《빅톤`S born 아이덴티티》 고정 출연 (멤버 전원)
- MBC every1 (2017.10.04):《주간아이돌》 게스트 출연 (멤버 전원)
- SBS MTV, SBS FiL (2019.11.12):《반반쇼》 게스트 출연 (멤버 전원)